# Eduard Zache
Eduard Zache (* 29. Januar 1862 in Altwustrow; † 4. Januar 1929 in Berlin) war ein deutscher Geologe und Pädagoge.

## Leben
Zache besuchte das Sophien-Realgymnasium in der Weinmeisterstraße in Berlin-Mitte. Ab 1882 studierte er Chemie und Naturwissenschaften an den Universitäten in Berlin und Halle. In Halle promovierte er 1886 mit dem Thema „Ueber Anzahl und Grösse der Markstrahlen bei einigen Laubhölzern“ zum Dr. phil. Das Hauptthema seiner Vorträge und Veröffentlichungen in den Folgejahren war die Geologie der Mark. 1893 veröffentlichte er eine geognostische Skizze des Berliner Untergrunds. 1891–1896 entwarf und erbaute er die Geologische Wand für den Berliner Volkspark Humboldthain. Die Geologische Wand stellt einen idealen Schnitt durch die Schichten der Erdkruste Mitteleuropas dar. Dafür verwendete er 123 verschiedene Gesteine aus dem Harz, aus dem Rheinland, Sachsen, Schlesien und Thüringen. 1912 wurde die Geologische Wand in die Botanische Anlage Blankenfelde umgesetzt. Von 1892 bis zu seiner Pensionierung arbeitete Zache als Oberlehrer am Andreas-Realgymnasium in der Koppenstraße in Berlin-Friedrichshain.
Eduard Zache war Mitglied der Deutschen Geologischen Gesellschaft und der Brandenburgia (Gesellschaft für Heimatkunde der Provinz Brandenburg).

## Werke
- Eduard Zache: Ueber Anzahl und Grösse der Markstrahlen bei einigen Laubhölzern. Dissertation. Universität Halle, Halle 1886, OCLC 314745252.
- Eduard Zache: Geognostische Skizze des Berliner Untergrundes. In: Bericht / Neunte Städtische Realschule zu Berlin; 1892/93, Beilage. Gaertner, Berlin 1893, OCLC 37815455.
- Eduard Zache: Über den Anteil der gebirgsbildenden Kräfte bei der Herausbildung der märkischen Landschaft. In: Archiv der Brandenburgia. Gesellschaft für Heimatkunde der Provinz Brandenburg zu Berlin. Band 9. P. Stankiewicz, Berlin 1902.
- Eduard Zache: Die Landschaften der Provinz Brandenburg. mit 105 Abbildungen beziehungsweise Kartenskizzen, 23 Bildtafeln und 1 Übersichtskarte. In: Deutsches Land und Leben in Einzelschilderungen, Landschaftskunden und Städtegeschichten: 1, Landschaftskunden. Hobbing & Büchle, Stuttgart 1905, OCLC 78768619.
- Eduard Zache: Die Tonlager von Glindow und Lehnin in der Provinz Brandenburg und ihre Bedeutung für die Diluvial-Geologie. In: Brandenburgia. Monatsblatt der Gesellschaft für Heimatkunde der Provinz Brandenburg zu Berlin. Band 14. Stankiewicz, Berlin 1910, S. 233–243.

| Personendaten    | Personendaten                  |
| ---------------- | ------------------------------ |
| NAME             | Zache, Eduard                  |
| KURZBESCHREIBUNG | deutscher Geologe und Pädagoge |
| GEBURTSDATUM     | 29. Januar 1862                |
| GEBURTSORT       | Altwustrow                     |
| STERBEDATUM      | 4. Januar 1929                 |
| STERBEORT        | Berlin                         |